# Brycinus bartoni
Brycinus bartoni är en fiskart som först beskrevs av Nichols och La Monte, 1953.  Brycinus bartoni ingår i släktet Brycinus och familjen Alestidae. IUCN kategoriserar arten globalt som starkt hotad. Inga underarter finns listade.